# 億万長者と結婚する方法
『億万長者と結婚する方法』（おくまんちょうじゃとけっこんするほうほう）は、2000年7月5日から同年9月13日まで、日本テレビ系列で毎週水曜22:00 - 22:54 (JST) に放送された日本のテレビドラマ。主演は藤原紀香。

## あらすじ
銀行員の芹沢一夏は寿退社したものの、直後に破談となりやむなく、ソープランドに再就職。入店初日、初老の男性客から葉山の別荘の鍵をもらい、一夏は大喜び。大サービスするが、当の客が腹上死する。そのことが原因で、店が摘発されてしまい、一夏は年下の先輩ソープ嬢・松崎カオリとソープランドへ面接に来た、宇佐美ふじこと共に留置場へ入れられてしまう。ところが、カオリ・ふじこも同じ鍵をもらっていたことを知り、驚く一夏。調べてみると、その客は大富豪で、一夏たちとほぼ同世代の娘が3人いることがわかる。そこで一夏たちは、3姉妹に成りすまし玉の輿に乗る計画を企て、釈放されたその足で、一路葉山へ。一夏の高校時代の同級生で、元カレ・佐山冬馬や葉山海岸で海の家を営む、高井夫妻を巻き込みながら、億万長者と結婚する計画実現に向け、ひと夏の大作戦が始まった。

## キャスト
- 芹沢一夏：藤原紀香
この物語の主人公。再就職したソープランドで、入店初日に接客した初老の男性からもらった別荘の鍵がきっかけで運命が激変。
カオリ・ふじこと共謀し、億万長者と結婚するために葉山へ乗り込み玉の輿大作戦を展開。
- 松崎カオリ：宝生舞
一夏・ふじこよりも年下の先輩風俗嬢。一夏たちと共に
玉の輿に乗るため奮闘。
元カレ・岸和田との間に、一児（男の子）がいる。
- 宇佐美ふじこ：とよた真帆
一夏・カオリよりも年上。一夏が入店した日に、店へ面接にやって来た。
一夏たちと共に玉の輿に乗るため奮闘。
- 高井紗枝子：研ナオコ
葉山海岸で、年下の夫・篤と2人海の家を営んでいる。
- 高井篤：藤井尚之
紗枝子の夫。
- 山下友美：菊川怜
海の家でアルバイトしている。一夏の元カレ・冬馬に片思い中。
- 井上太郎：高木将大
- 小池美和：小嶺麗奈
小池雄三の娘。常に男性にモテモテで、逆ハーレム状態。
一夏たち3人娘とは事あるごとに対立する。
- 岸和田譲二：ふかわりょう
カオリの元カレ。カオリとの間に息子を儲けている。
よりを戻したがっているが、 まるで相手にされていない。
- 佐山冬馬：筒井道隆
一夏の元カレで、高校時代の同級生。長距離トラックドライバーとして働いている。
- 小池雄三：岩城滉一
美和の父。最終回で、一夏と結婚式を挙げるが…

## サブタイトル
| 第1話                                                       | ビーチに賭けた恋!究極の愛の選択                               | 16.4% |
| 第2話                                                       | 同窓会に咲いた恋!ニセ三姉妹の秘密                             | 14.1% |
| 第3話                                                       | 世紀のお見合い!女を美しく魅せる術                             | 13.3% |
| 第4話                                                       | 最後の花嫁!遺産5千億老人の求婚                                | 12.8% |
| 第5話                                                       | 超大物スターの罠 愛と死の保険金殺人                           | 11.9% |
| 第6話                                                       | 激愛ストーカー                                                | 12.0% |
| 第7話                                                       | 誘惑の美少年                                                  | 11.1% |
| 第8話                                                       | 嫉妬の館!愛に呪われた兄妹                                     | 13.2% |
| 第9話                                                       | 極道の妻…命賭けた女の花道                                     | 7.1%  |
| 第10話                                                      | ドラマ初 今日の事件満載 放送に間に合う?元妻愛人婚約者女の闘い | 10.2% |
| 最終話                                                      | 白人黒人中国人大富豪決戦!!花嫁の栄冠は誰へ!                   | 9.3%  |
| 平均視聴率 11.95%（視聴率は関東地区・ビデオリサーチ社調べ） |                                                               |       |

## 受賞歴
- 第26回ザテレビジョンドラマアカデミー賞[1]
  - ベストドレッサー賞（藤原紀香）

## 主題歌
- 「愛の原理」井手麻理子

## スタッフ
- 脚本：青柳祐美子
- 音楽：大森俊之
- プロデュース：若松央樹、小泉守 (イースト)
- 演出：大谷太郎、三枝孝臣、大平太